# Ursus
|  | Aquest article tracta sobre els ossos. Vegeu-ne altres significats a «Urs». |

Ursus és un gènere de la família dels ossos (Ursidae) que inclou els ossos amb una distribució més ampla arreu del món, especialment l'os bru, l'os polar i l'os negre. El nom prové del llatí ursus, que significa precisament ‘os’.
Al gènere Ursus es distingeixen diverses espècies, tres d'elles extintes i una l'existència de la qual no ha estat provada):
- Os negre (Ursus americanus)
- Os bru (Ursus arctos)
- Os polar (Ursus maritimus)
- Os tibetà (Ursus thibetanus)
- Ursus minimus (extint)
- Ursus spelaeus (extint)
- Ursus etruscus (extint)
- Ursus inopinatus (existència no provada)[cal citació]
- Ursus deningeri[2] (extint)[3]

Ursus deningeri evolucionà a partir d'Ursus etruscus, apareixent al Chibanià, i es caracteritzava per tindre hàbits alimentaris menys carnívors. Ursus deningeri desaparegué al mil·lenni xviii abans de Crist aproximadament. Al Plistocè superior aparegué l'evolució d'U. deningeri, Ursus spelaeus.

## Os negre

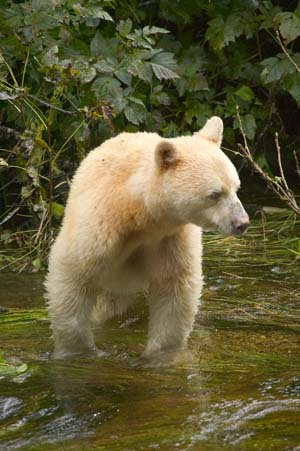
Ursus americanus kermodei

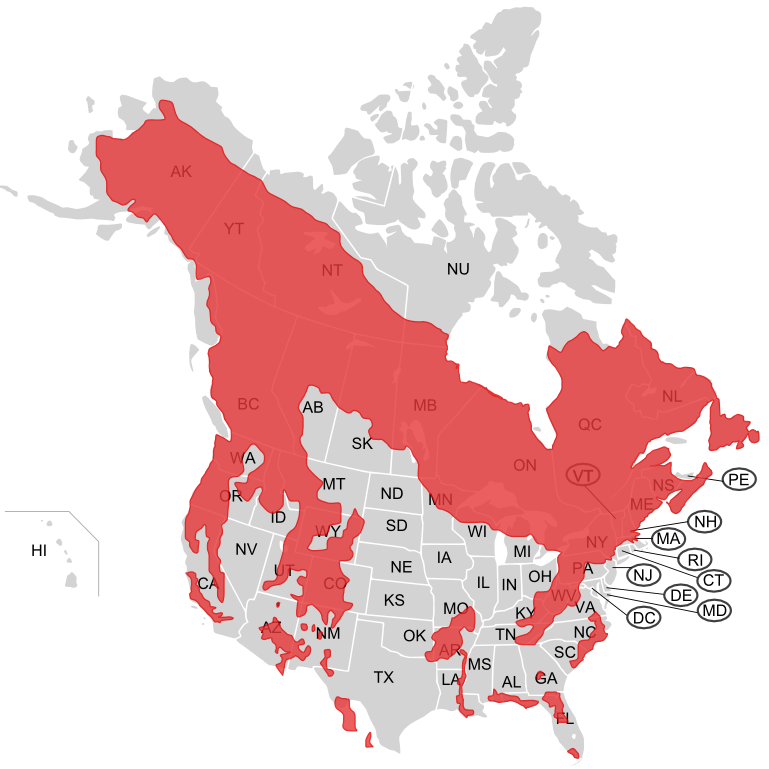
Distribució de l'os negre

L'os negre és una espècie bastant abundant que viu en boscos i muntanyes des d'Alaska fins a l'Oest, a les costes de la badia de Hudson, Labrador, Nova Escòcia i des del límit Nord fins al Sud de Florida, Mèxic i Califòrnia. Tot i que el nom comú d'«ós negre americà» indica una característica del color, el seu color canvia a les diferents regions, i fins i tot hi ha poblacions d'ossos negres de color blanc a una illa de la Colúmbia Britànica, al Canadà, conegut com a ursus americanus kermodei.
L'os negre acostuma a viure uns 30 anys i els mascles pesen al voltant de 200 quilograms. La UICN el considera com de «risc mínim».

### Subespècies
- Ursus americanus altifrontalis
- Ursus americanus amblyceps
- Ursus americanus americanus
- Ursus americanus californiensis
- Ursus americanus carlottae
- Ursus americanus cinnamomum
- Ursus americanus emmonsii
- Ursus americanus eremicus
- Ursus americanus floridanus
- Ursus americanus hamiltoni
- Ursus americanus kermodei
- Ursus americanus luteolus
- Ursus americanus machetes
- Ursus americanus perniger
- Ursus americanus pugnax
- Ursus americanus vancouveri

## Os bru

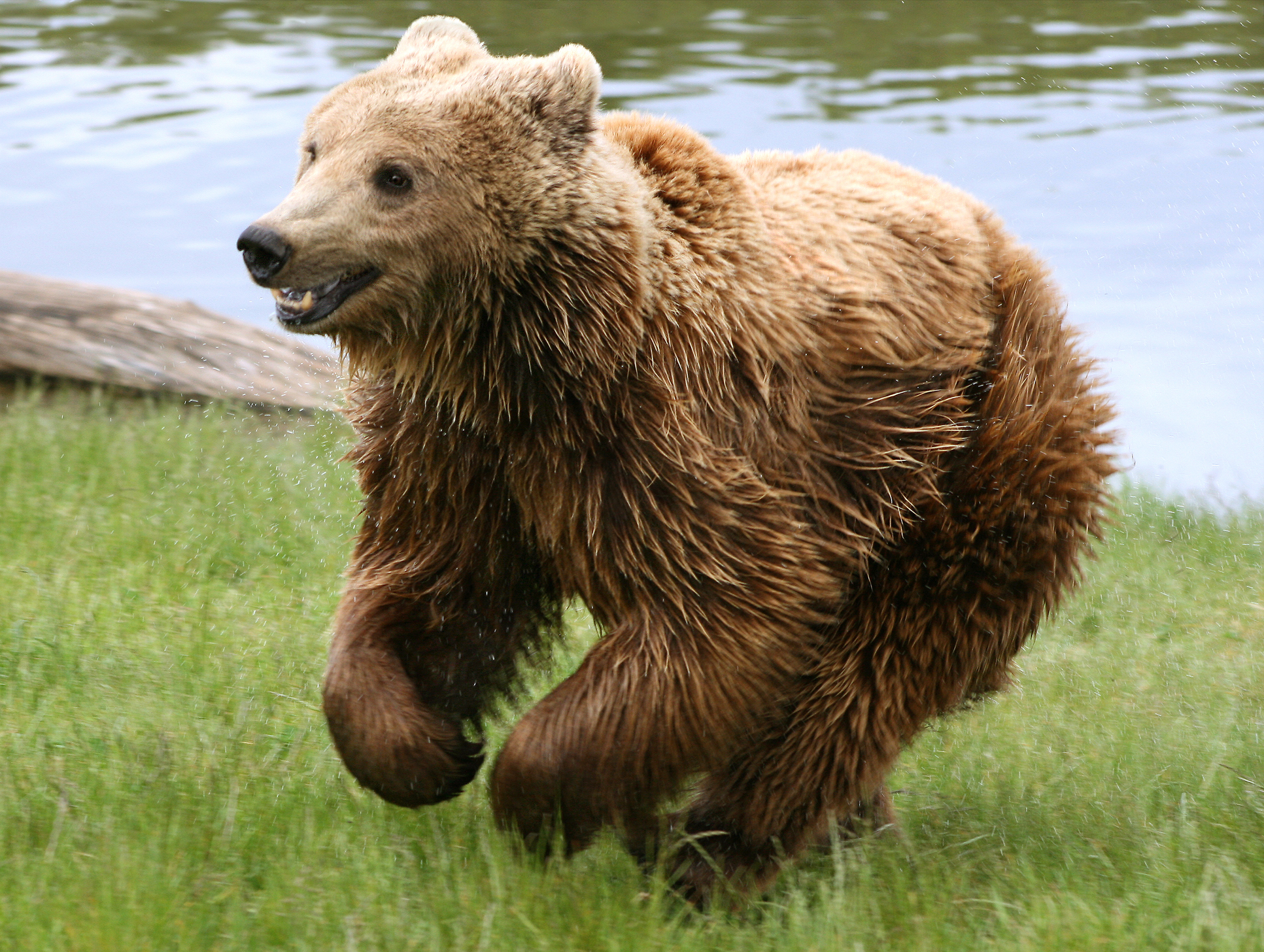
Os bru

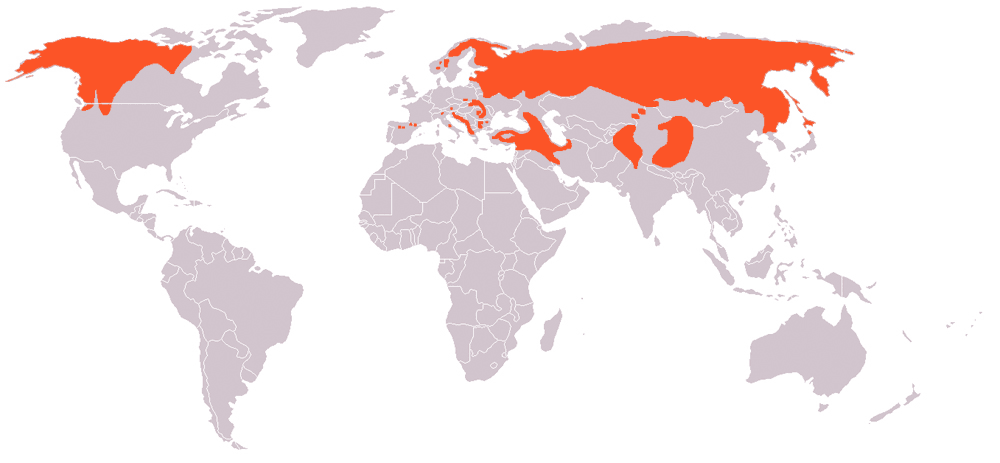
Distribució de l'os bru

L'os bru és una espècie que viu als boscos d'Europa, Àsia i Nord-amèrica. Són omnívors a la primavera, i a la tardor la seva alimentació es basa en vegetals. També cacen petits vertebrats i insectes. Viu entre 25 i 30 anys (màxim 47 en captivitat). La seva longitud corporal canvia entre 1,50 i 2,95 metres, depenent de cada subespècie, i l'alçada de fins a 1,30 metres. El seu pes també canvia, des dels 100 als 675 kg. El color és molt variable d'un individu a un altre; pot canviar entre el marró molt fosc i el daurat clar, passant per diversos tipus de grisos. Les cries acostumen a tenir un color blanc al voltant del coll, que desapareix a partir de la primera muda al primer any. El seu estat és «vulnerable» segons la UICN.

### Subespècies
Hi ha 11 subespècies d'os bru; tres es van extingir, i 8 són actuals.
- Ursus arctos arctos
- Ursus arctos horribilis
- Ursus arctos isabellinus
- Ursus arctos middendorffi
- Ursus arctos piscivorus / u. a. beringianus
- Ursus arctos pruinosus
- Ursus arctos syriacus
- Ursus arctos yesoensis / u. a. lasiotus
- Ursus arctos nelsoni (extingit)
- Ursus arctos crowtheri (extingit)
- Ursus arctos californicus (extingit)

## Os polar

### Subespècies
No existeixen subespècies d'os polar, a causa del recent origen de l'espècie i la gran mobilitat dels individus als camps de gel, que en redueix l'aïllament. Tot i això, els científics en distingeixen sis poblacions principals:
- Oest d'Alaska i Illa de Wrangel
- Nord d'Alaska
- Canadà (60% dels exemplars mundials)
- Groenlàndia
- Svalbard-Terra de Francesc Josep
- Sibèria

## Os del Tibet

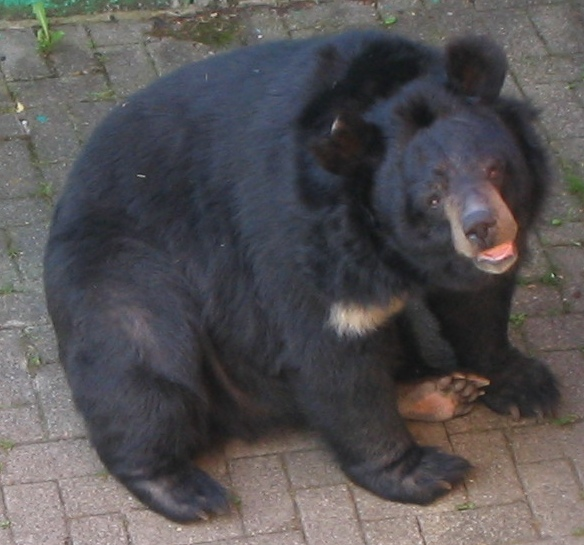
Os tibetà

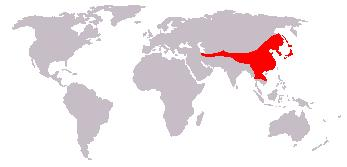
Distribució de l'os tibetà

L'os del Tibet (Ursus thibetanus o Selenarctos thibetanus), també anomenat os de l'Himalàia o os negre asiàtic, és una espècie que habita als boscos asiàtics, des de l'Iran fin al Japó). Està emparentat amb l'os negre i en menor mesura amb l'os polar i l'os bru. Fa entre 1,30 i 1,90 metres de longitud, amb un pes d'entre 100 i 200 quilograms. L'esperança de vida en llibertat de l'os tibetà és d'uns 25 anys.
La seva alimentació es basa en fruites, nous, arrels, petits invertebrats, mel, peixos, ocells i mamífers petits. L'espècie, en perill d'extinció, està en estat «vulnerable» a la Llista Vermella de la UICN

### Subespècies
- Ursus thibetanus formosanus
- Ursus thibetanus gedrosianus
- Ursus thibetanus japonica
- Ursus thibetanus laniger
- Ursus thibetanus mupinensis
- Ursus thibetanus thibetanus
- Ursus thibetanus ussuricus

## Ossos cèlebres de ficció
- Winnie the Pooh
- Baloo, que apareix al Llibre de la Selva de Rudyard Kipling
- L'os Yogui
- Jacky, de la sèrie de dibuixos animats El bosc de Tallac.

## Ossos cèlebres (a la realitat)
- Papillon - Os problemàtic i fugisser als Apenins (Itàlia)
- Wojtek, l'os combatent a la Segona Guerra Mundial

## Ossos del Pirineu
- Cachou Os problemàtic mort a la Vall d'Aran, descendent d'ossos reintroduïts d'Eslovènia (2020 †)
- Camille - Últim os autòcton del Pirineu (2010 †)
- Cannelle - Última ossa autòctona del Pirineu (2004 †)
- Goiat - Os d'Eslovènia reintroduït al Pirineu català al 2016.
- Pyros - Os d'Eslovènia reintroduït al Pirineu català al 1997 (donat per mort al 2019 †)